# Melichthys indicus
Melichthys indicus is een straalvinnige vissensoort uit de familie van trekkervissen (Balistidae). De wetenschappelijke naam van de soort werd voor het eerst geldig gepubliceerd in 1973 door John Ernest Randall en Wolfgang Klausewitz.